# 안국동 아씨
《안국동 아씨》는 1979년 9월 10일부터 1980년 3월 29일까지 방송된 문화방송 일일연속극이다.

## 등장 인물
- 김영란 : 혜경궁 홍씨 역 (아역 : 강수연)
- 유인촌 : 사도세자 역
- 최불암 : 영조 역
- 김혜자 : 영빈 이씨 역
- 오지명 : 홍봉한 역
- 김상순
- 박규채
- 박종관
- 신국
- 임예진 : 화완옹주 역 (아역 : 김민희)
- 임채무 : 정조 역 (아역 : 천동석)
- 조진원 : 정순왕후 역
- 심지숙
- 최지원
- 김용림
- 김석옥
- 남능미
- 조영숙
- 임현식
- 임문수
- 남성훈
- 한인수
- 김기일
- 이수나
- 엄유신 : 숙의 문씨 역
- 박영지
- 현석
- 윤순홍
- 조한려
- 박경현
- 이종환
- 정태섭
- 조남석
- 차윤회
- 김주영
- 신명철
- 김철화
- 변희봉 : 박수무당 역
- 나문희 : 대왕대비 역
- 이혜숙 : 현빈 조씨 역
- 김용선